# Monumento al pueblo del dos de mayo de 1808 (Madrid)
Al Pueblo del Dos de Mayo de 1808 es un ejemplar arte público en Madrid. Obra de Aniceto Marinas, se trata de un grupo escultórico en memoria al papel del pueblo de Madrid durante el levantamiento del Dos de mayo.

## Historia y descripción
Originalmente esculpido en Roma por Aniceto Marinas en 1891, el grupo escultórico representa una figura alada que sujeta una bandera, emergiendo por encima de un soldado, un cañón, un niño y varios cadáveres, tanto masculinos como femeninos.
El conjunto fue inaugurado en la mañana del 4 de mayo de 1908 en su ubicación original en la glorieta de Ruiz Jiménez (glorieta de San Bernardo), durante una ceremonia que contó con la intervención como oradores del conde de Peñalver (alcalde de Madrid) y Antonio Maura (presidente del Consejo de Ministros); Alfonso XIII finalmente procedería a descubrir el monumento.
No hubo tiempo para fundir el bronce de cara a la inauguración, y en su lugar se instaló el modelo de escayola, de forma secreta, disimulado por una capa de pintura verdosa que no tardó en desteñirse con las lluvias, para sorpresa del pueblo madrileño. En octubre de 1908, la escultura de bronce, fundida en Madrid por «La Metaloplástica. Campins y Codina», fue finalmente colocada en el pedestal.
El pedestal pétreo con traza cilíndrica presenta una inscripción que reza «al pueblo / del / dos de mayo / de / 1808», surmontado por una versión broncínea del escudo de Madrid.
Con el tiempo, el monumento fue trasladado a la glorieta de Quevedo y, en la década de 1960, fue trasladado por segunda vez a su ubicación actual, en unos jardines junto a la Plaza de España y, desde la década de 1970, también junto al Templo de Debod.